# Peleus

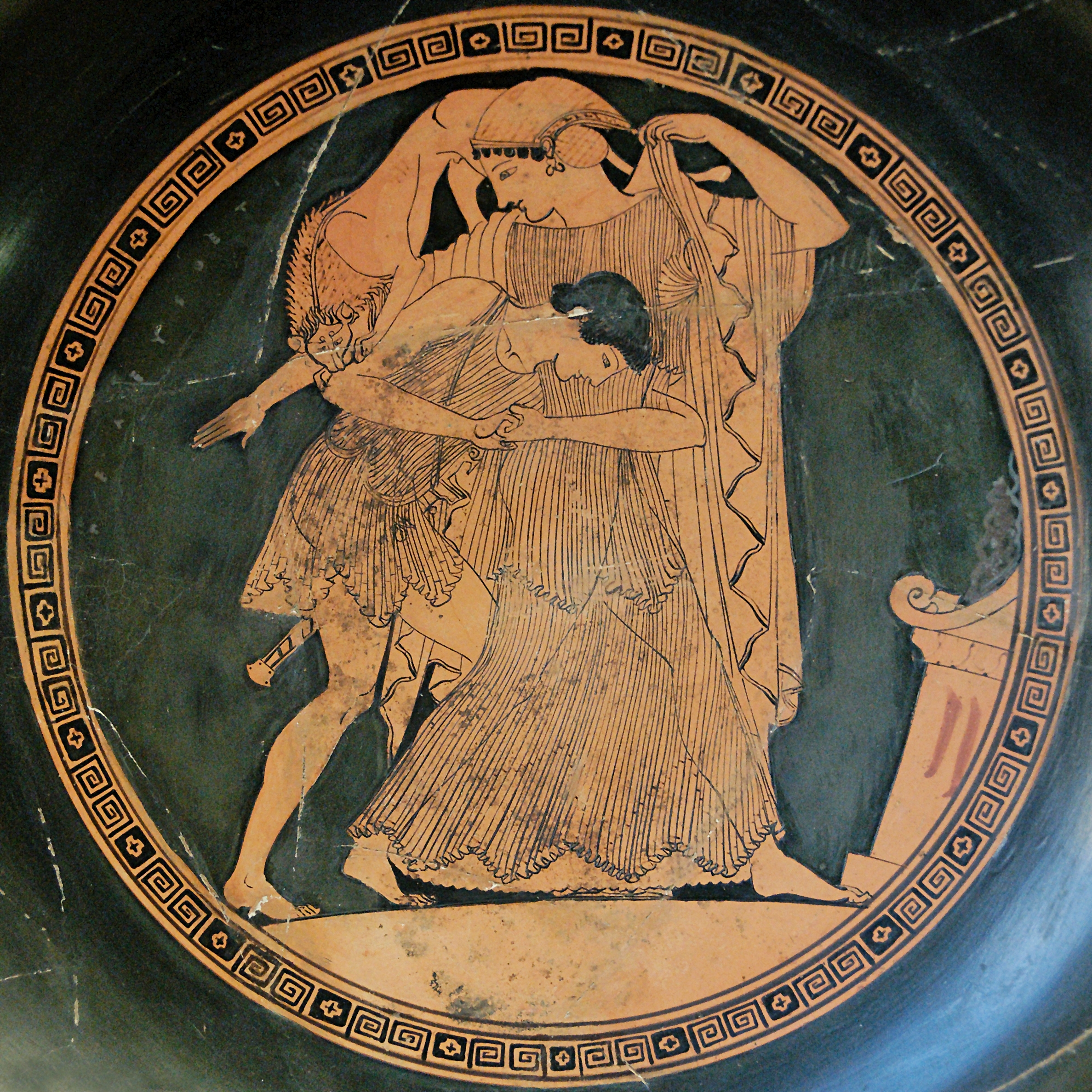
Peleus mit Thetis auf dem Tondo einer rotfigurigen Schale des Douris, um 490 v. Chr.

Peleus (altgriechisch Πηλεύς Pēleús, etruskisch Pele) ist in der griechischen Mythologie König der Myrmidonen von Phthia in Thessalien, der Sohn des Aiakos (daher auch der Aiakide genannt) und der Endeis (Tochter des Cheiron oder des Skiron). Als Gemahl der Thetis war er Vater des Achilleus, der oft Pel(e)ide(s), Peleiade oder Peleione („Peleussohn“) genannt wurde.

## Mythos
Mit seinem Bruder Telamon verschwor er sich, einen verhassten jüngeren Halbbruder, den Phokos, zu töten. Telamon führte die Tat aus, indem er ihm einen Diskos an den Kopf warf (vgl. Hyakinthos und Oxylos); den Leichnam verbargen sie im Wald. Das Verbrechen wurde jedoch entdeckt, und die Brüder mussten vor ihrem Vater aus der Heimat Aigina fliehen.

### Eurytion
Peleus ging nach Phthia in Thessalien zu König Eurytion (Sohn oder Enkel des Aktor), der ihn von seiner Blutschuld reinigte und ihm seine Tochter Antigone nebst dem dritten Teil seines Landes als Mitgift gab. (Nach anderen Quellen war es Aktor selbst, der Peleus entsühnte und ihm seine Tochter Polymele zur Frau gab.) Dieser Ehe entspross die schöne Polydora. Das Bündnis dauerte jedoch nicht lange, denn auf der Kalydonischen Jagd tötete er versehentlich den Schwiegervater Eurytion. Peleus musste abermals fliehen und gelangte nach Iolkos.

### Akastos

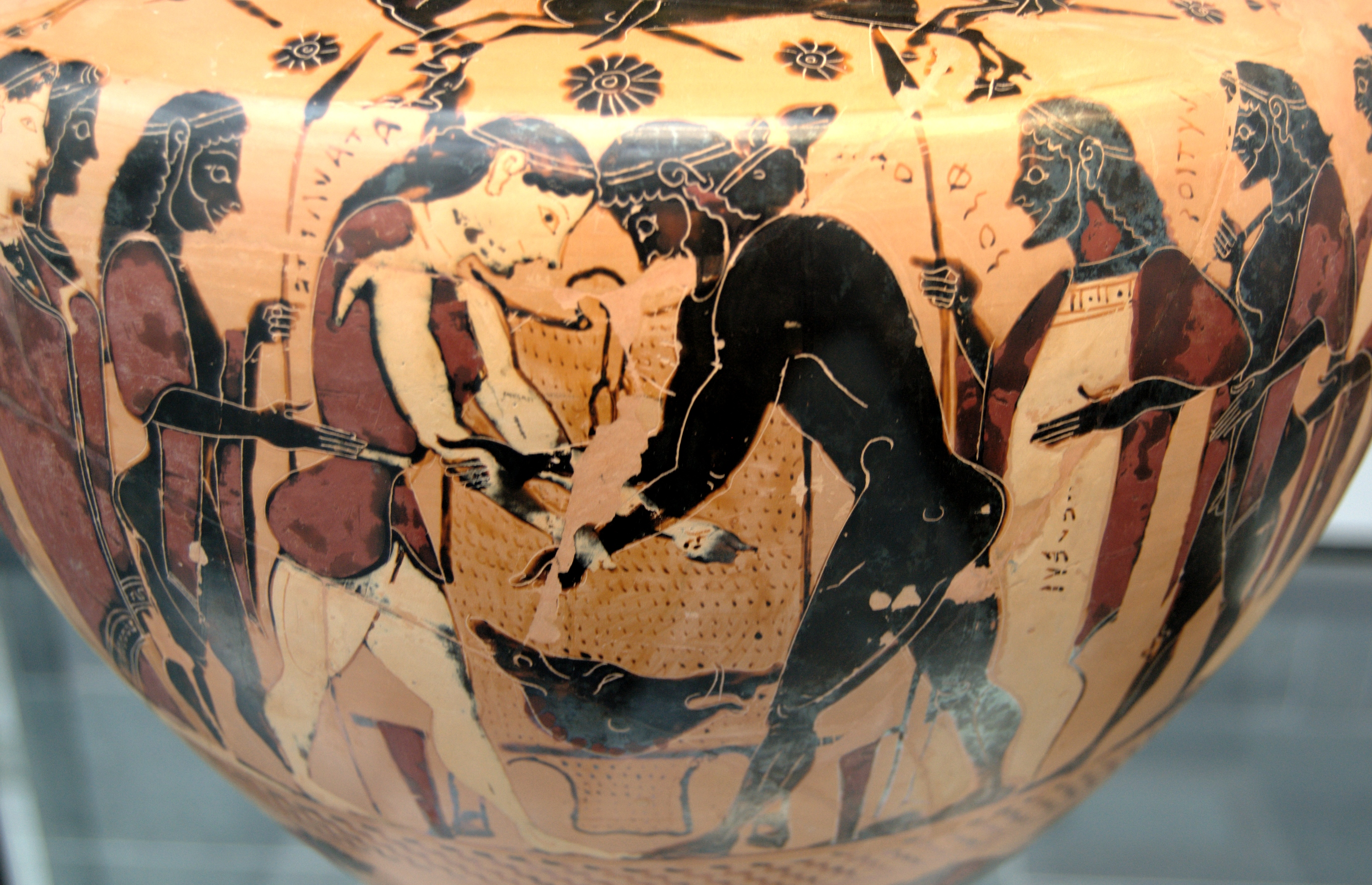
Ringkampf mit Atalante, schwarzfigurige, chalkidische Hydria, um 550 v. Chr.

Nachdem er durch Akastos von Iolkos (Sohn des Pelias) erneut entsündigt worden war, ließ er sich dort nieder. Er wird als Teilnehmer des Argonautenzuges genannt und maß sich bei den Leichenspielen zu Ehren des Pelias im Ringkampf mit der amazonenhaften Atalanta.
Er geriet jedoch in neues Unheil, da Astydameia (nach anderen Quellen: Hippolyte), des Akastos Gemahlin, sich in ihn verliebte. Als er ihrem Werben nicht nachgab, verleumdete sie ihn bei ihrem Mann: Peleus habe ihrer Tugend nachgestellt. Seiner Gattin ließ sie die Nachricht hinterbringen, er wolle sich mit Sterope, der Tochter des Akastos, vermählen; Antigone erhängte sich aus Gram. Akastos wollte sich an dem, den er selbst entsündigt hatte, nicht vergreifen, beschloss jedoch, ihn auf andere Weise dem Tode zu weihen. Er nahm ihn mit auf den Pelion zur Jagd und ließ den Ermüdeten hilflos liegen, nachdem er ihn seines Schwertes beraubt hatte. So fanden ihn die wilden Kentauren und hätten ihn wohl getötet; Cheiron jedoch (nach anderen Quellen: Hermes) nahm sich seiner an und brachte ihm sein verstecktes Schwert zurück.
Peleus rächte sich, indem er Iolkos mit Hilfe der Dioskuren (Tyndariden, nach manchen Quellen: und mit Iason) eroberte. Er schlug Akastos in die Flucht, tötete Astydameia und ließ ihre zerstückelten Glieder verstreuen und über diese hinweg das Heer in die Stadt einrücken. Das eroberte Iolkos übergab er Thessalos, dem Sohn des Iason, mit seinen pelasgischen Haimoniern. Wann dies genau geschehen sein soll, ist schwer auszumachen – wie es denn überhaupt so manche chronologischen Schwierigkeiten und Verwirrungen in der Geschichte des Peleus gibt.

### Vermählung mit Thetis

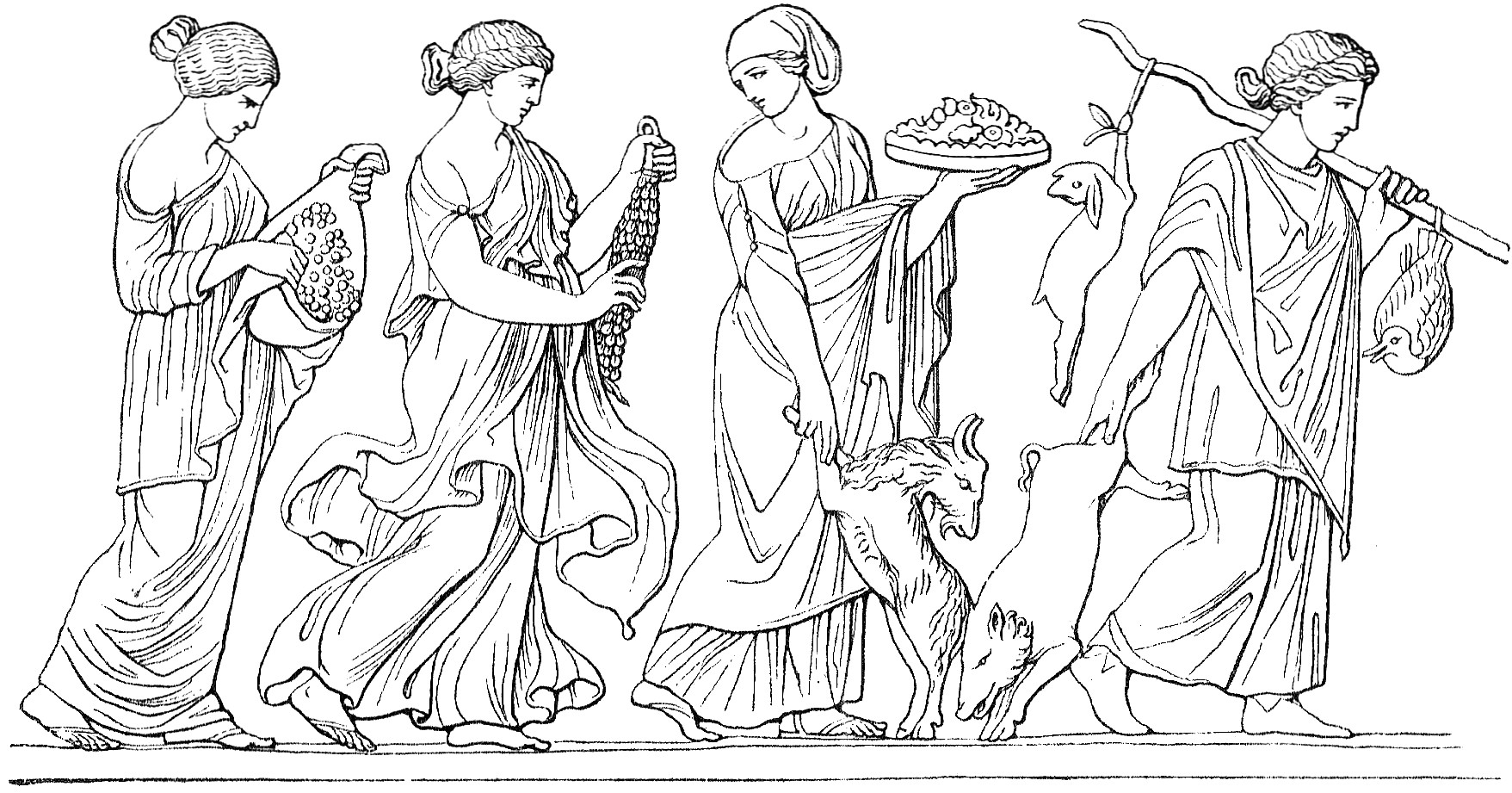
Die Horen, dem Peleus Hochzeitsgeschenke bringend (Rom, Villa Albani).

Die in Bild und Lied am meisten gefeierte Peleussage ist wohl die von seiner Liebesverbindung mit der Nereide Thetis, aus welcher einer der berühmtesten Helden der antiken Mythendichtung hervorging – der thessalische Nationalheld Achilleus. Nachdem Peleus’ erste Frau gestorben war, gewann er die ihm von den Göttern zum Weibe bestimmte Thetis (nach einer älteren, vorhomerischen Sage beim Ringkampf). Zeus selbst hatte Interesse an ihr gezeigt, war jedoch von Prometheus gewarnt worden, dass Thetis’ Sohn größer würde als der Vater; so wurde sie einem Sterblichen bestimmt. Das Kind dieser Ehe, Achilleus, wurde dem Cheiron zur Erziehung anvertraut.
Zur Hochzeit des Peleus und der Thetis waren – bis auf Eris – alle olympischen Götter eingeladen. Als Hochzeitsgeschenk erhielt der Bräutigam von Poseidon die unsterblichen Rosse Xanthos und Balios, von Cheiron die große, schwere Lanze, und von den anderen all jene Waffen, mit denen Achilleus später vor Troja kämpfen sollte. Eris jedoch, die nicht geladene Göttin des Streites, warf aus Rache einen goldenen Apfel unter die Gäste, welcher die Aufschrift „Der Schönsten“ trug. In Folge brach ein Streit zwischen Hera, Athene und Aphrodite aus, der zum Urteil des Paris, dem „Raub der Helena“ und letztlich zum Trojanischen Krieg führte.

### Spätere Jahre
Peleus pflegte Geflohene gastfreundlich aufzunehmen. So etwa den Phoinix, der – von seinem Vater Amyntor verflucht – in Phthia Schutz suchte. In einer anderen Version hatte ihm Amyntor die Augen ausstechen lassen: Cheiron heilte den Blinden, und Peleus machte ihn hernach zum König der Doloper. Auch Epeigeus fand Aufnahme, der wegen Mordes geflohene frühere Herrscher von Budeion; ebenso wie Patroklos, der im Zorn den Kleitonymos getötet hatte und später Achilleus’ vertrautester Freund wurde.
Auch versuchte Peleus, den Aktor – dessen Vater Eurytion er, wie oben erzählt, versehentlich bei der Jagd getötet hatte – wieder zu versöhnen, indem er ihm eine große Herde Vieh zum Geschenk machte; dieser lehnte jedoch ab. So ließ er die Tiere denn, nachdem das Orakel befragt worden war, weisungsgemäß ohne Hirten laufen. Das Vieh fiel einem Wolf zum Opfer, der hernach jedoch in einen Stein verwandelt wurde, welcher noch lange Zeit zwischen Lokris und Phokis zu sehen war.

### Alter und Tod
Dass Peleus ein hohes Alter erreichte, wird schon im Epos mehrfach betont. Die Ilias erwähnt ihn an mehreren Stellen, obgleich er selbst am Trojanischen Krieg nicht teilnahm.
Euripides zufolge wurde Peleus – nach der Heimkehr der Griechen von Troja – aus Phthia vertrieben, und zwar von Archandros und Architeles, den Söhnen des Akastos (oder auch Akastos selbst). Auf der Insel Kos traf er seinen Enkel Neoptolemos, der die beiden tötete und Peleus zur Rückkehr verhalf. Von Orestes später abermals vertrieben, floh er erneut nach Kos, wo er in Kümmernis starb: War schon sein einziger Sohn Achilleus vor Troja gefallen, hatte er nun auch noch vom Tode des Neoptolemos erfahren müssen, dessen Leiche von Andromache überbracht wurde. Anderen Quellen zufolge trat der Enkel in Phthia die Nachfolge seiner Ahnen an.

### Sonstiges
Nach Ovid und Valerius Flaccus nahm er an der Kentauromachie, dem Kampf gegen die Kentauren, teil und tötete viele Kentauren.

## Name und Etymologie
Eine allegorisierende Deutung ergibt sich aus der Ableitung des Namens Peleus von „pelos“ (altgriechisch πηλός ‚Ton, Lehm‘) und der Betrachtung der Meeresnymphe Thetis als das personifizierte Wasser: So soll aus dieser Verbindung das Menschengeschlecht hervorgegangen sein. Zur Hochzeit habe Apollon – als Phoibos ein Sonnengott – nicht kommen dürfen, da Feuer und Wasser einander auslöschen. Auch Eris war nicht eingeladen, weil zur Zeugung der Menschen Eintracht, nicht Zwietracht erfordert wird.
Nach Preller soll Peleus dasselbe bedeuten wie „Pallas“ (Πάλλας, mit Betonung auf der ersten Silbe): einen Schwinger, den „Schwinger der furchtbaren Todeslanze“ vom Pelion, welche von Peleus auf seinen Sohn Achilleus überging. Diese Ableitung ist jedoch fraglich. Das Verb „pallo“ (πάλλω) bedeutet ‚schwingen, schütteln‘; „Pallas“ (Παλλάς) wiederum – mit Betonung auf der zweiten Silbe – bedeutet ‚Jüngling, Mädchen‘ und war unter anderem ein Beiname der Athene.

## Benennung
Der Mount Peleus in der Antarktis ist nach ihm benannt.